# Tracers
Tracers es una película estadounidense de 2015 dirigida por Daniel Benmayor y protagonizada por Taylor Lautner. Se estrenó en 2015.

## Argumento
Cam (Taylor Lautner) es un chico que vive de alquiler. Nikki (Marie Avgeropoulos), sin conocerle, le regala una bicicleta, pero por el contrario le enseña a hacer parkour con su grupo de amigos. Con el dinero que recibe con estas hazañas, puede pagar el alquiler y las deudas que debe a una mafia.

## Reparto
- Taylor Lautner como Cam.
- Marie Avgeropoulos como Nikki.
- Adam Rayner como Miller.
- Rafi Gavron como Dylan.
- Sam Medina como Hu.
- Teale Kate
- Scott Johnsen como el detective calvo.
- Doua Moua como Skinny Jeans.
- Amirah Vann como Angie.
- Josh Yadon como Jax.
- Doug Drucker.
- Luciano Acuna, Jr. como Tate.
- Johnny M. Wu como Jerry.
- Christian Steele como Joey.
- Wai Ching Ho como Chen.
- Chris Jackson como Lonnie.
- Sean Rahill como un mensajero.
- Andrew Elvis Miller como un mensajero.
- Teddy Canez como el detective duro.
- Henry Yuk como un chino.
- John Centatiempo.
- Brian Michael como un guardia de seguridad.
- Joseph Harrell como un guardia de seguridad.
- Ángela Pietropinto como la camarera.
- Glen Lee como un chino.
- Carla Occhogrosso como una policía.
- Dennis Lauricella como un policía.
- Richard Nunez como un matón.
- Kenny Wong como un matón.
- Alvin Chon como un matón.
- Myles Humphus como un radical.
- Kachina Dechert como una joven.
- Samantha MacIvor como una joven.
- Douglas Crosby como un gánster ruso.
- Dan Miraglotta como un gánster ruso.
- Erik Martin como un gánster ruso.
- Scott Siegal como un gánster ruso.
- Mariusz Kubicki como un gánster ruso.
- Blaise Corrigan como un hombre de negocios ruso.
- Keil Oakley Zepernick como un hombre de negocios ruso.
- Tim Lajcik como un fiera ruso.
- Brian Burick como un guardaespaldas ruso.
- Hannah Scott como una traceur.
- Jesse Danger como un traceur.
- D.J. Nino Cartel como un traceur.
- Lukas Sharp como un traceur.
- Kelly Southerland como un traceur.
- Richard M. Maguire como un traceur.
- Roger Brenner.
- Maria Breyman como el compañero de baile de Jax.
- Jerome Brooks, Jr. como un estudiante.
- José Báez como el vendedor.
- Melanie Ehrlich como un transeúnte.
- Scott Johnsen como un detective.
- Edward M. Kelahan como un oficial de policía.
- Woon Young Park.
- Jamie Lee Petronis como una bailarina.

## Producción
La fotografía comenzó el 18 de junio de 2013, y terminó el 1 de agosto de ese mismo año. Fue rodada en Central Park, Riverside Park, y en Long Island City.

## Recepción
Rotten Tomatoes obtuvo un 27% de votos y 26 críticas, con una media ponderada de 4.5/10. En Metacritic, obtuvo una unidad tipificada de 45 sobre 100, basado en 13 críticas. Denominada divertida para ver por sus escenas de acción y por los jóvenes traceur, el guion obtuvo buenas críticas por parte de B-Movie.

## Premios y reconocimientos

### Teen Choice Awards
| Año  | Categoría                | Persona                  | Resultado |
| ---- | ------------------------ | ------------------------ | --------- |
| 2015 | Mejor película de acción | Mejor película de acción | Nominada  |
| 2015 | Mejor actor de acción    | Taylor Lautner           | Nominado  |